# Jakob Blåbjerg
Jakob Blåbjerg Mathiasen (ur. 11 stycznia 1995) – duński piłkarz grający na pozycji obrońcy.

## Kariera klubowa
Jest wychowankiem Aalborgu BK. Do seniorskiego zespołu dołączył w 2013 roku. W rozgrywkach Superligaen zadebiutował 1 marca 2013 w przegranym 2:3 meczu z Silkeborgiem IF. W sezonie 2013/2014 wraz z klubem został mistrzem kraju. W 2019 roku został wypożyczony na jeden sezon do Vendsyssel FF. W 2020 roku zakończył karierę piłkarską w wieku 25 lat i postanowił rozpocząć podróż po Europie.

## Kariera reprezentacyjna
Blåbjerg występował w młodzieżowych reprezentacjach Danii. W 2016 roku wystąpił na igrzyskach olimpijskich w Rio de Janeiro. Rozegrał na nich cztery spotkania.

## Życie prywatne
Blåbjerg łączył karierę piłkarską ze studiami na Uniwersytecie w Aalborgu. W 2019 roku ukończył studia licencjackie na kierunku energetyka ze specjalizacją mechatronika.